# توليف ذاتي
في نظرية التحكم ، إن نظام التوليف الذاتي أو الضبط الذاتي هو متحكم قادر على تحسين البارامترات الداخلية الخاصة به وذلك من أجل زيادة أو تقليل تحقيق دالة هدف ؛ عادة تعظيم الكفاءة أو تقليل الخطأ.
غالبًا ما يشير مصطلحا التوليف الذاتي (self-tuning) والتوليف التلقائي (auto-tuning) إلى نفس المفهوم. تنظر العديد من مجموعات أبحاث البرامج في التوليف التلقائي للتسميات المناسبة.
عادةً ما تعبر أنظمة التوليف الذاتي عن التحكم التكيفي غير الخطي . كانت أنظمة الضبط الذاتي السمة المميزة لصناعة الطيران على مدار عقود ، حيث أن هذا النوع من التغذية العكسية ضروري لإنشاء تحكم متعدد المتغيرات الأمثل للعمليات غير الخطية. أيضاً في صناعة الاتصالات السلكية واللاسلكية، غالبًا مايتم استخدام الاتصالات التكيفية لتعديل متغيرات النظام التشغيلي ديناميكيًا لزيادة الكفاءة والمتانة إلى أقصى حد.

## الهيكلية
تتكون أنظمة الضبط الذاتي عادةً من أربعة مكونات: التوقعات والقياس والتحليل والإجراءات. تصف التوقعات كيف يجب أن يتصرف النظام في ظل الظروف الخارجية.
تجمع القياسات بيانات حول الظروف والسلوك. يساعد التحليل على تحديد ما إذا كانت التوقعات يتم الوفاء بها وما هي الإجراءات اللاحقة التي يجب القيام بها. تقوم الإجراءات بجمع المزيد من البيانات وإجراء إعادة تكوين ديناميكية للنظام.
أنظمة الضبط الذاتي (ذاتية التكيف) للتحكم الآلي هي أنظمة يتم من خلالها التكيف مع الظروف المتغيرة عشوائيًا عن طريق تغيير المعلمات تلقائيًا أو من خلال تحديد التكوين الأمثل لها تلقائيًا. في أي نظام تحكم آلي غير قابل للضبط الذاتي ، توجد معلمات لها تأثير على استقرار النظام وجودة التحكم ويمكن ضبطها. إذا ظلت هذه المعلمات ثابتة في حين أن ظروف التشغيل (مثل إشارات الإدخال أو الخصائص المختلفة للكائنات الخاضعة للرقابة) تختلف اختلافًا كبيرًا ، فقد تتدهور عملية التحكم أو حتى تصبح غير مستقرة. غالبًا ما يكون الضبط اليدوي مرهقًا وأحيانًا مستحيل. في مثل هذه الحالات ، ليس فقط استخدام أنظمة الضبط الذاتي جديرة بالاهتمام من الناحية الفنية والاقتصادية ، ولكن يمكن أن يكون الوسيلة الوحيدة للتحكم القوي. يمكن أن تكون أنظمة الضبط الذاتي مع أو بدون تحديد المعلمة.